# 2008年夏季奧林匹克運動會男子10公里馬拉松游泳比賽
2008年夏季奧林匹克運動會的游泳比賽－男子10公里馬拉松游泳於8月21日在北京奧林匹克水上公園進行，是夏季奧運會首次舉辦該個比賽項目。

## 獎牌榜
| 獎牌 | 運動員          | 成績      |
| 金牌 | 马尔滕·范德威登（荷兰） | 1:51:51.6 |
| 銀牌 | 戴维·（英国）   | 1:51:53.1 |
| 銅牌 | 托马斯·盧爾茲（德国） | 1:51:53.6 |